# Geothrix limicola
Geothrix limicola es una especie de bacteria gramnegativa del género Geothrix. Fue descrita en el año 2023. Su etimología hace referencia a habitante del lodo. Es anaerobia facultativa y móvil. Catalasa y oxidasa negativas. Tiene un tamaño de 0,4-0,6 μm de ancho por 5,2-7,5 μm de largo. Forma colonias amarillas-rojas en agar R2A suplementado con fumarato. Temperatura de crecimiento entre 20-45 °C, óptima de 25 °C. Es sensible a antibióticos como la vancomicina. Resistente a kanamicina y ampicilina. Tiene un contenido de G+C de 66,1%. Se ha aislado del suelo de un arrozal en Kumamoto, Japón. 